# 1569
Cette page concerne l'année 1569  du calendrier julien. Pour l'année 1569 av. J.-C., voir 1569 av. J.-C.
L'année 1569 est une année commune qui commence un samedi.

## Événements
- 25 janvier : Philippe II décide d’établir l’Inquisition dans le Nouveau Monde[1].
- 30 août : le roi Bayinnaung de Birmanie s'empare d'Ayutthaya après dix mois de siège[2]. Ses habitants sont déportés. Le royaume d'Ayutthaya devient un État vassal de la dynastie Taungû jusqu'en 1584.
- Octobre : le beylerbey d’Alger Uludj Ali chasse de Tunis le hafside Moulay Hamida qui était monté sur le trône après avoir fait aveugler son père Moulay Hassan[3].
- 26 novembre : Francisco de Toledo, nommé vice-roi du Pérou, arrive à Lima (fin en 1581)[4]. Il entreprend l'intégration et l'exploitation de la population indigène, notamment par une politique de réduction des anciens villages qui brise l'ancienne organisation en ayllus.
- Le négus d’Éthiopie Sarsa Dengel vainc le souverain musulman d'Hadiya, Aze, qui se soumet[5].

### Europe
- 13 mars : bataille de Jarnac[6].
- 14-28 mars : synode provincial de Salzbourg[7]. Albert V de Bavière impose à ses sujets la profession de foi catholique élaborée par le concile de Trente et ordonne l’expulsion des réfractaires.
- 19 avril-23 avril : un coup de vent dans le golfe du Lion disperse les 25 galères du grand commandeur de Castille, en route vers Grenade. Certaines galères sont rejetées sur les côtes de Sardaigne, de Sicile et de Pantelleria[8].
- 4 mai : traité de Thonon entre le duc de Savoie et les Valaisans[9].
- 13 mai, Grenade : arrivée de don Juan d'Autriche, qui commande l’armée contre les Morisques révoltés ; le 23 juin, il publie l'ordre de bannissement des Morisques de la ville[10].
- 25 juin : bataille de La Roche-l'Abeille[6].
- Juin : insurrection catholique en Irlande dirigée par James Fitzmaurice (en)[11]. Faute d’appuis (le pape et l’Espagne s’abstiennent de toute intervention, la rébellion s’éteint.)

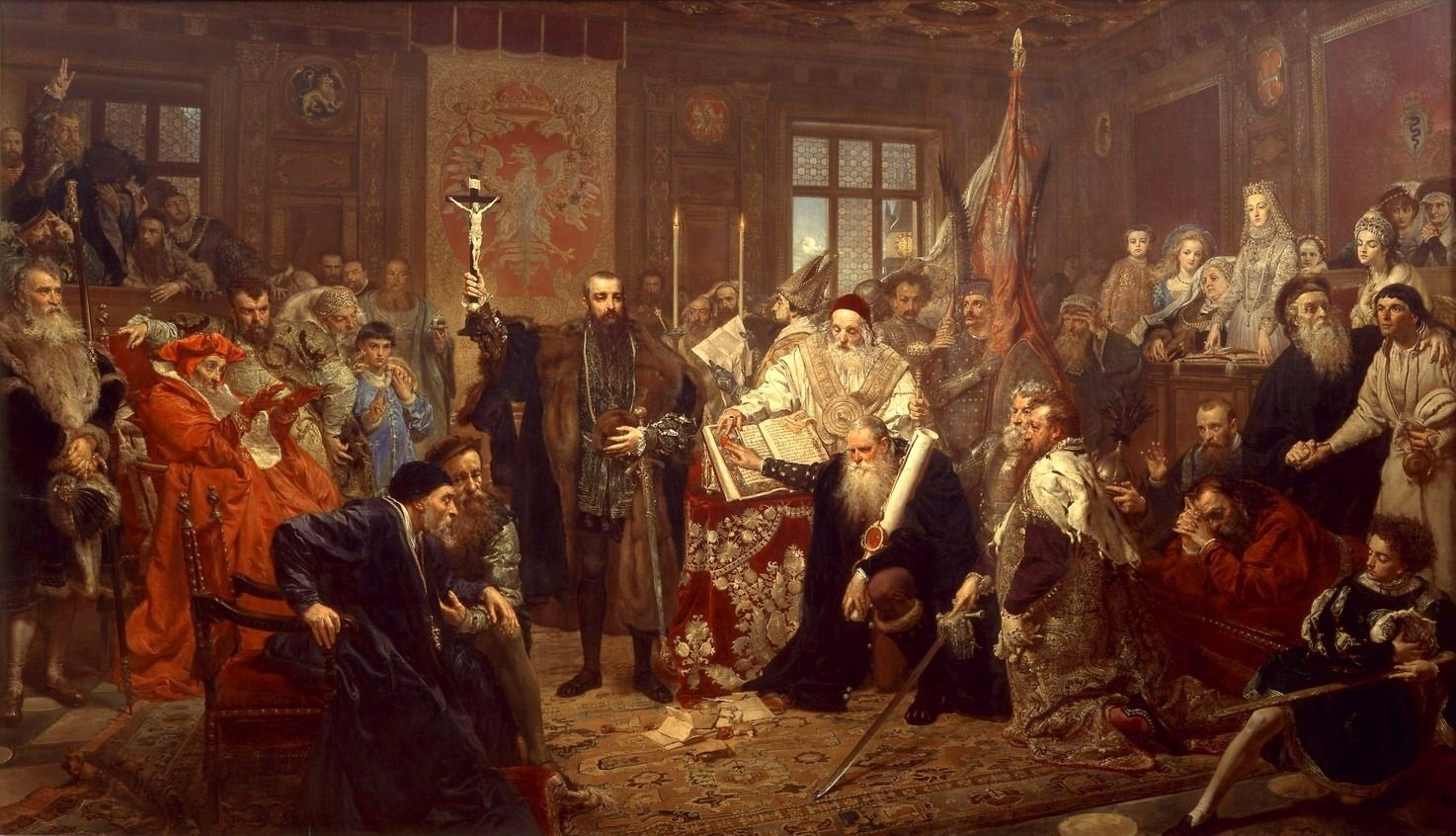
L'Union de Lublin en 1569, huile sur toile de Jan Matejko, 1869,, Musée national, Varsovie.

- 1er juillet : le grand-duché de Lituanie et le royaume de Pologne sont réunis par l'Union perpétuelle de Lublin qui crée la république des Deux Nations[12]. L’État créé s’étend sur 815 000 km2 et a une population de 7,6 millions d’habitants. Le pays est une fédération de petites unités autonomes (« démocratie nobiliaire »). Mais, il n’existe qu’une seule diète, avec un sénat de cent membres et une chambre des députés de 150 membres envoyés par les assemblées régionales (diétines), et un roi éligible unique pour les deux territoires. Varsovie devient le siège de la diète. La Pologne annexe l'Ukraine de la rive droite du Dniepr appartenant précédemment au grand-duché, qui est colonisée systématiquement par les Polonais.
- 27 août : Pie V octroie le titre de grand duc de Toscane aux Médicis[13].
- Août : Gérard Mercator achève à Duysbourg la gravure d'une mappemonde nova et aucta orbis terrae descriptio, ad usum navigatium emendate accomodata, qui utilise une nouvelle projection cartographique, la projection de Mercator, qui permet aux navigateurs de reporter facilement leur route sur un canevas orthogonal de méridiens et de parallèles[14].
- 14 septembre : incendie de l'arsenal de Venise[15].
- Septembre : poussée par la Pologne, une armée turco-tatare menace Astrakhan (1569-1570)[16]. Elle est rejetée par la résistance russe, appuyée par des auxiliaires Zaporogues et cosaques du Don. Les Turcs ne parviennent pas à rouvrir la route de la soie par la Basse-Volga : ils avaient le projet de creuser un canal du Don à la Volga pour ravitailler, par la Caspienne, leurs troupes engagées contre la Perse[17].

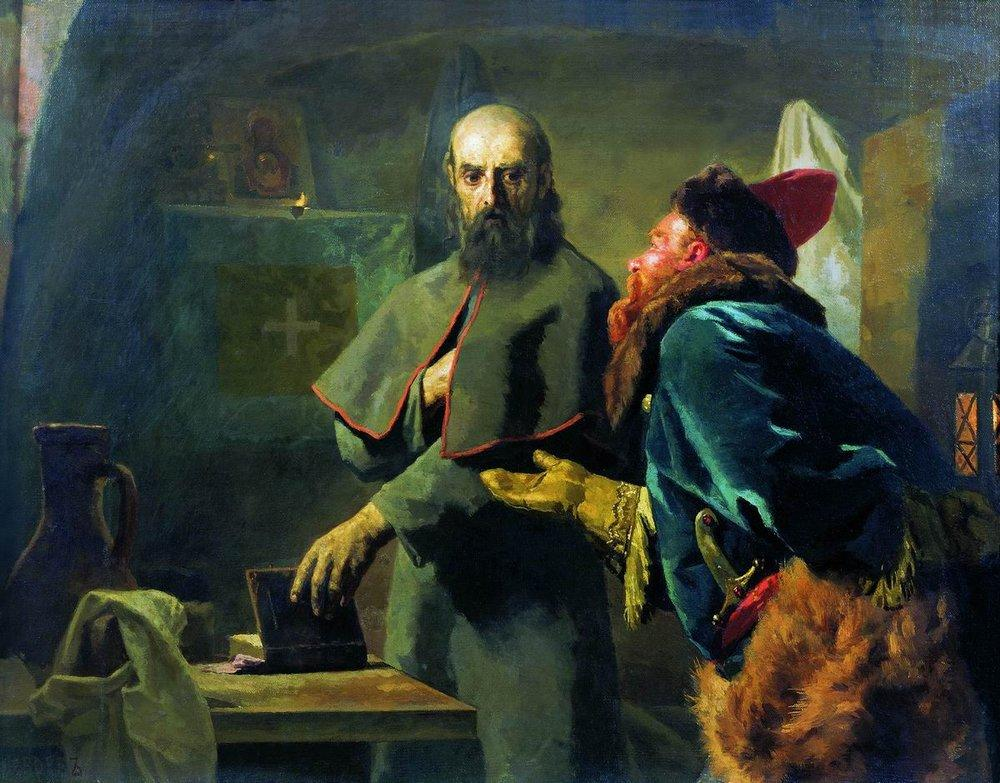
La mort du métropolite Philippe, huile sur toile de Nikolai Vasilievitch Nevrev, 1898,, Musée d’État des Beaux-Arts de la République du Tatarstan, Kazan.

- 3 octobre : bataille de Moncontour[6].
- 6 octobre : Paolo Giustiniani Moneglia devient doge de Gênes, succédant à Simone Spinola[18].
- 18 octobre : traité entre la France et les Ottomans (Capitulations)[19]. Le traité est possible grâce à l’action du séfarade Joseph Nasi qui dirige la diplomatie du sultan, neveu de Donna Gracia Nasi (1510-1568).
- 14 novembre, Darlington : début de la révolte des comtés du nord de l’Angleterre, Westmorland et Northumberland (Rising of the North, 1569-1570)[20]. Batailles de Barnard Castle, de Hexham et du Château de Naworth[21]. Marie Stuart profite de la révolte pour participer à un complot pour s’emparer du trône d’Angleterre.
- 23 décembre : Ivan IV fait étrangler le métropolite Philippe[22].
- Décembre : le tsar de Russie envoie des troupes spéciales (opritchniki) contre Tver et Novgorod, soupçonnées de trahison. Ces villes sont soumises à la sédition militaire[23].
- Le serf hongrois György Karácsony proclame la « guerre sainte » contre les Turcs et contre tout pouvoir oppresseur[24].
- Emmanuel-Philibert de Savoie cesse de convoquer les États généraux en Bresse. Seuls ceux du Val d'Aoste restent en activité dans ses États[25].
- Peste à Lisbonne[26].

## Naissances en 1569
- 2 janvier : Héribert Rosweyde, prêtre jésuite et hagiographe belge († 5 octobre 1629).
- 6 janvier : Gaspard Dinet, évêque français († 30 novembre 1619).
- 22 janvier : Lucio Massari, peintre italien de l'école bolonaise († 3 novembre 1633).
- 26 janvier : François de Louvencourt, écrivain, poète et historien français († 4 avril 1638).
- 13 février : Jean-Reinhard Ier de Hanau-Lichtenberg, sixième comte de Hanau-Lichtenberg († 19 novembre 1625).
- 28 mars : Ranuce Ier Farnèse, quatrième duc de Parme et de Plaisance († 5 mars 1622).
- 10 avril : Émilie de Nassau,  troisième fille de Guillaume le Taciturne et de sa seconde épouse, Anne de Saxe († 16 mars 1629).
- 18 mai : Arima Toyōji, samouraï et daimyō de l'époque Sengoku († 21 novembre 1642).
- 26 mai : baptême de Pierre-Olivier Malherbe, considéré comme le premier voyageur à avoir effectué le tour du monde par voie terrestre († vers 1616)[27].
- 1er juin : Sophie de Schleswig-Holstein-Gottorp, régente du duché de Mecklembourg-Schwerin († 14 novembre 1634).
- 30 juin : Hedwige de Hesse-Cassel, princesse de Hesse-Cassel († 7 juillet 1644).
- vers juin : Thomas Richardson, juge et homme politique anglais († 4 février 1635).
- 19 juillet : Conrad Vorstius, théologien germano-néerlandais († 29 septembre 1622).
- 30 juillet : Charles Ier, prince souverain de la maison de Liechtenstein († 12 février 1627).
- 4 août : Jean Roberti, prêtre jésuite, théologien, controversiste et hagiographe des Pays-Bas espagnols († 14 février 1651).
- 14 août : Bartolomeo Gavanti, religieux italien, général des Barnabites et consulteur de la Congrégation des rites († 14 août 1638).
- 15 août : Jakob Zwinger, médecin et philologue suisse  († 11 septembre 1610).
- 20 août : Bernardo de Brito, historien portugais († 27 février 1617).
- 9 septembre :
  - Jahângîr, quatrième empereur moghol de l'Inde († 28 octobre 1627).
  - Joachim Andreas von Schlick, comte de Passaun et Weisskirchen († 21 juin 1621).
- 18 septembre : Mu Qing, homme politique chinois († 23 novembre 1597).
- 23 septembre : Tachibana Ginchiyo, femme samouraï (onna-bugeisha) à la tête du clan japonais des Tachibana durant la période Sengoku († 30 novembre 1602).
- 24 septembre : Ernest de Schaumbourg, comte de Schaumbourg et de Holstein-Pinneberg († 17 janvier 1622).
- 29 septembre : Gaspard de Seguiran, religieux jésuite français († 21 novembre 1644).
- 13 octobre : Claude de Bullion, avocat et homme politique français († 22 décembre 1640).
- 15 octobre : Étienne Binet,  prêtre jésuite et écrivain français († 4 juillet 1639).
- 18 octobre : Giambattista Marino, poète italien († 26 mars 1625).
- 2 novembre : Epifanio Ferdinando, philosophe et médecin italien († 7 décembre 1638).
- 3 novembre : Heo Gyun, homme politique et écrivain de la dynastie Joseon de Corée († 24 août 1618).
- 14 novembre : Guillén de Castro, auteur dramatique espagnol († 28 juillet 1631).
- 23 novembre : Concino Concini, maréchal de France et marquis d’Ancre, baron de Lésigny, comte de Penna († 24 avril 1617).
- 25 novembre : Frédéric Ier Kettler, duc de Courlande-Sémigalie († 17 août 1642).
- 22 décembre : Étienne Martellange, frère jésuite, architecte et peintre français († 3 octobre 1641).
- 31 décembre : Anne de Médicis, membre de la Maison de Médicis († 19 février 1584).
- Date précise inconnue :
  - Abe Masatsugu, daimyō du début de l'époque d'Edo du Japon († 10 décembre 1647).
  - Antonio Barberini, cardinal italien († 11 septembre 1646).
  - Bagrat VII, roi de Karthli de la dynastie des Bagration († 1619).
  - Béatrix de la Conception, carmélite déchaussée espagnole († 12 janvier 1646).
  - Seathrún Céitinn, prêtre, poète et historien irlandais († 1644).
  - David Ier, roi de Kakhétie († 21 octobre 1602).
  - Cornelis Dircksz. Boissens, maître écrivain des Anciens Pays-bas († 1635).
  - Carlo Bononi, peintre du classicisme italien de l'école de Ferrare finissante († 3 septembre 1632).
  - Scipion Dupleix, historien, grammairien, philosophe et conseiller d’État français († mai 1661).
  - António Fernandes, jésuite portugais († 12 novembre 1642).
  - Gonzalo García de Nodal, navigateur espagnol († 1622).
  - Charles de Gondi, seigneur français d'origine italienne († 22 mai 1596).
  - Hugh Holland, poète gallois († 23 juillet 1633).
  - Ishin Sūden, moine japonais Zen Rinzai († 28 février 1633).
  - Charlotte Jouvenel des Ursins, poétesse et salonnière française  († 3 janvier 1646).
  - Jean-François de La Guiche, militaire français († 2 décembre 1632).
  - Emilia Lanier, poétesse britannique († 1645).
  - Marcello Lante, cardinal italien († 19 avril 1652).
  - Giovanni Battista Manso, aristocrate et poète italien († 28 novembre 1645).
  - Edward Mayhew, prêtre catholique et moine bénédictin anglais († 14 septembre 1625).
  - Charles Miron, évêque d'Angers puis archevêque de Lyon († 6 août 1628).
  - George Montaigne, ecclésiastique anglican, évêque puis archevêque († 24 octobre 1628).
  - Francis Lavalin Nugent, prêtre irlandais de l'ordre des capucins († 1635).
  - Ōno Harunaga, samouraï général de Toyotomi Hideyori puis seigneur du château d'Osaka († 4 juin 1615).
  - Paul Phélypeaux de Pontchartrain, homme d'État français († 21 octobre 1621).
  - Pierre Quintin, religieux dominicain français († 21 juin 1629).
  - Antonio Santarelli, jésuite italien († 1649).
  - Ambrogio Spinola, aristocrate génois († 25 septembre 1630).
  - Luca Antonio Virili, cardinal italien († 4 juin 1634).
- Vers 1569 :
  - Aurelio Bonelli, compositeur, organiste et peintre italien († vers 1620).
  - Miguel Chijiwa, diplomate japonais († 23 janvier 1633).
  - Geronima Parasole, graveuse sur bois italienne († 1622).
  - Frans Pourbus le Jeune, peintre brabançon († 19 février 1622).

## Décès en 1569
- 28 janvier : Gianantonio Capizucchi, cardinal italien (° 24 octobre 1515).
- 13 mars :
  - Louis Ier de Bourbon-Condé, prince français, à la bataille de Jarnac (° 7 mai 1530).
  - François de Coligny d'Andelot, un des chefs du protestantisme français pendant les guerres de Religion (° 18 avril 1521).
- 17 mars : Charles Christophe de Münsterberg, duc de Münsterberg et comte de Glatz (° 22 mai 1545).
- 28 avril : Timoléon de Cossé, comte de Brissac (° 1543).
- Avant le 30 avril : Ange Vergèce, maître écrivain d’origine crétoise (° 1505)[28].
- 4 mai : François d'Andelot, un des chefs du protestantisme français pendant les guerres de Religion (° 1557).
- 6 mai : Giacomo Nacchiante, théologien dominicain (° 15 octobre 1502).
- 10 mai : Jean d'Avila, apôtre de l’Andalousie (° 1500).
- 25 mai : Bartolomeo Bartocci, commerçant italien adhérant à la réforme calviniste qui prend la citoyenneté genevoise (° 1535).
- 11 juin : Wolfgang de Bavière, duc palatin des Deux-Ponts et comte palatin de Neubourg et de Soulzbach (° 26 septembre 1526).
- 1er septembre : Maria Temrioukovna, tsarine russe d’origine circassienne (° vers 1544).
- Après le 8 septembre : Diego de Losada, conquistador espagnol (° 1511)[29].
- 9 septembre : Pieter Brueghel l'Ancien, peintre flamand (° vers 1525).
- 3 octobre : Philibert de Bade, margrave de Bade Bade (° 22 janvier 1536).
- 5 octobre : Mikołaj Rej, écrivain, politicien et musicien polonais (° 4 février 1505).
- 19 octobre : Pierre Grassin, vicomte de Busancy, seigneur de Quincy, d'Albon-sur-Seine et de Montgodefroy-en-Brie, homme politique français (° vers 1500).
- 28 octobre : Antonio Gardano, compositeur et éditeur de musique italien né français (° 1509).
- 11 novembre : Daniel Rantzau, militaire danois (° 1529).
- 24 novembre : Celio Secondo Curione, humaniste italien (° 1er mai 1503).
- 29 novembre : António Ferreira, poète portugais (° 1528).
- 10 décembre : Paul Eber, théologien luthérien et poète allemand (° 8 novembre 1511).
- 12 décembre : Philippe II de Moscou, martyr métropolite de Moscou, primat de l'Église orthodoxe russe (° 11 février 1507).
- Date précise inconnue :
  - Gaspar de Baeza, humaniste, avocat, traducteur et écrivain espagnol (° 1540).
  - Girolamo Mazzola Bedoli, architecte et peintre maniériste italien (° 1500).
  - Guillaume Mahue, peintre flamand (° 1517).
  - Nicoletto de Modène, sculpteur, graveur et peintre italien (° 1490).
  - Louis Tronchay, écrivain français (° 1525).
  - Pardoux Duprat, jurisconsulte français (° 1520).
  - Tosa Mitsumoto, peintre japonais (° 1530).